# Landammann
De Landammann of Landaman is in verschillende Duitstalige kantons van Zwitserland de titel van de kantonnale regeringsleider.
Men hanteert deze titel in de kantons Aargau, Appenzell Innerrhoden, Appenzell Ausserrhoden, Glarus, Nidwalden, Obwalden, Schwyz, Solothurn, Uri en Zug.
In de meeste kantons met een Landammann wordt deze rechtstreeks gekozen, maar in sommige kantons gebeurt dit echter trapsgewijs. De ambtsduur verschilt ook per kanton.
De plaatsvervanger van de Landammann noemt men Stellvertretender Landammann, Vize-Landammann of Landstatthalter. Een vrouwelijke Landammann is een Frau Landammann.